# Jasiony (gromada)
Jasiony – dawna gromada, czyli najmniejsza jednostka podziału terytorialnego Polskiej Rzeczypospolitej Ludowej w latach 1954–1972.
Gromady, z gromadzkimi radami narodowymi (GRN) jako organami władzy najniższego stopnia na wsi, funkcjonowały od reformy reorganizującej administrację wiejską przeprowadzonej jesienią 1954 do momentu ich zniesienia z dniem 1 stycznia 1973, tym samym wypierając organizację gminną w latach 1954–1972.
Gromadę Jasiony z siedzibą GRN w Jasionach utworzono – jako jedną z 8759 gromad na obszarze Polski – w powiecie rypińskim w woj. bydgoskim, na mocy uchwały nr 24/10 WRN w Bydgoszczy z dnia 5 października 1954. W skład jednostki wszedł obszar dotychczasowej gromady Jasiony oraz miejscowości Purzyce i Goliaty z dotychczasowej gromady Huta ze zniesionej gminy Okalewo, a także obszar dotychczasowej gromady Pietrzyk oraz miejscowość Obórki z dotychczasowej gromady Szczawno ze zniesionej gminy Skrwilno, w tymże powiecie. Dla gromady ustalono 15 członków gromadzkiej rady narodowej.
1 stycznia 1956 gromada weszła w skład nowo utworzonego powiatu żuromińskiego w woj. warszawskim.
31 grudnia 1959 z gromady Jasiony wyłączono wieś Pietrzyk, włączając ją do gromady Raczyny w tymże powiecie, po czym gromadę Jasiony zniesiono a jej (pozostały) obszar włączono do nowo utworzonej gromady Syberia tamże.